# Рам, Цви
Цви Рам (род. 3 ноября 1955) — израильский нейрохирург, заведующий нейрохирургическим центром медицинского центра им. Сураски (Тель-Авив), профессор медицинского факультета Тель-Авивского университета.

## Биография
Цви Рам родился в Тель-Авиве в семье журналиста Элимелаха Рама. В детстве снимался в фильме «Восемь после одного» (1964).
Окончил медицинский факультет Тель-Авивского университета в 1979 г. После стажировки в больнице Шиба служил врачом в Армии обороны Израиля до 1985 г.
Специализировался по нейрохирургии в больнице Шиба и получил лицензию врача-нейрохирурга в 1991 г.
В 1991—1994 гг. проходил стажировку в США и работал старшим врачом в отделении нейрохирургии Национальных институтов здравоохранения США.
В 1994 по 2003 г. работал старшим врачом в отделении нейрохирургии больницы Шиба (с 1999 г. был заместителем заведующего отделением).
С 2003 г. — заведующий нейрохирургическим центром в медицинском центре им. Сураски (Тель-Авив).
С 1995 г. — преподаватель нейрохирургии в Тель-Авивском университете.
В 2000 г. получил звание доцента, а в 2011 г. — профессора.

## Научная работа
Опубликовал около 200 статей в медицинских изданиях. Основной их темой является нейроонкология.
Является членом 15 профессиональных организаций США, Израиля и стран Евросоюза. Член редколлегии медицинских журналов Cancer Gene Therapy, Neurological research, Molecular Medicine Today, Neuro-Oncology.

## Семья
Жена профессора Рама — врач. У супругов 2 дочери. Семья проживает в г.Рамат-Гане.
Брат Хагай Рам — профессор кафедры Ближнего Востока Университета им. Бен-Гуриона (г. Беэр-Шева, Израиль).